# Elasmosoma calcaratum
Elasmosoma calcaratum är en stekelart som beskrevs av Vladimir Ivanovich Tobias 1986. Elasmosoma calcaratum ingår i släktet Elasmosoma och familjen bracksteklar. Inga underarter finns listade i Catalogue of Life.